# Вибрационный плотномер
Вибрационный плотномер — прибор, предназначенный для преобразования значения плотности контролируемой среды в аналоговый или цифровой электрический сигнал для передачи его в системы телеметрии.
Известны вибрационные плотномеры проточные, предназначенные для контроля плотности движущейся в трубопроводе среды, и погружные (или зондовые), для контроля плотности среды как в трубопроводах, так и в резервуарах.
Вибрационный зондовый плотномер содержит электромеханическую колебательную систему, обычно в виде камертона (вилки), возбуждаемую на резонансной частоте с помощью одного или двух пьезоэлектрических преобразователей. Резонансная частота колебательной системы зависит от плотности окружающей камертон среды и от жесткости металла вибрирующего камертона. Для компенсации жесткости металла, электроника современных плотномеров обычно измеряет температуру сенсора и осуществляет компенсацию измеренной плотности от температуры продукта (влияющую на жесткость металла). Используются для измерения плотности жидкости (включая пульпы) и газов под давлением.
Проточные вибрационные плотномеры жидкости используют для измерений в трубопроводе нефти / нефтепродуктов и иных жидких сред (включая пульпы) в различных отраслях промышленности. Датчик такого плотномера имеет одну или 2 вибрирующие на резонансной частоте сенсорные трубки (зажатые между входного и выходного фланца). В датчиках с прямыми трубками, трубки с фланцами обычно соединяется через сильфоны (для обеспечения свободных колебаний сенсора). В датчиках с изогнутыми трубками, сами трубки обычно имеют жесткое соединение с входными/выходными фланцами. В любом исполнении, трубки вибрируют под воздействием электромагнитной системы возбуждения на резонансной частоте, зависящей от массы среды внутри трубок (зависящей от плотности среды и внутреннего объема трубок (зависящего от температуры)) и от механической жесткости системы (зависящей от температуры). Аналогично зондовым плотномерам, плотность продукта рассчитывается электроникой прибора по резонансной частоте и температуре продукта. Вибрационные плотномеры с 2мя изогнутыми трубками дополнительно еще и измеряют массовый расход по разности фаз колебаний двух трубок, вызванных силой Кориолиса. Отношение эффективной массы колеблющегося продукта к массе колеблющейся металла в проточных плотномерах существенно лучше чем у зондовых, в результате чего, повторяемость и погрешность проточных плотномеров существенно лучше чем у зондовых. Основная погрешность известных на рынке проточных плотномеров начинается с ±0.1 кг/м3.
Перечисленные выше принципы измерения можно использовать как для жидкостей, так и для газов (при наличии соответствующих опций у производителей) при сходных абсолютных погрешностях измерения плотности газа и жидкости, но так как плотности газов встречающихся на практике традиционно, на 1-2 порядка ниже чем плотности жидкостей, то, на практике, зондовые (с камертоном) и проточные (с сенсорными трубками) плотномеры для газа не используют. Плотность газа обычно измеряют плотномерами с тонкостенным цилиндром из магнитного материала который полностью со всех сторон погружен в газ. Толщина такого цилиндра существенно меньше толщины трубки проточных жидкостных плотномеров, что обеспечивает существенно лучшую погрешность. Внутри цилиндра расположена электронная автоколебательная система в виде залитого компаундом стакана с катушкой возбуждения колебаний, катушками съёма сигнала и сенсором температуры. Резонансные частоты измеряются электроникой и, с учетом поправки на температуру, пересчитываются в плотность газа. Основная погрешность известных на рынке плотномеров газа такого типа начинается от ±0.1 % относительной погрешности (но не менее абсолютной погрешности ±0.0015 кг/м3). Основное применение газовых плотномеров данного типа это коммерческий учет природного газа, попутного нефтяного газа и прочих углеводородных газов на узлах учета газа с ультразвуковыми расходомерами.
Отдельной задачей для плотномеров газа является измерение молекулярного веса, относительной плотности газа (при нормальных или рабочих условиях), или плотности газа приведенной к стандартным условиям (иногда их называют еще базовыми или нормальными).
Для данной задачи первый вариант решения это использование плотномеров, стабилизирующих давление (и иногда температуру) пробы газа; измеряющих значения плотности, температуры и давление газа и приводящих измеренную плотность к стандартным значениям по расчетным формулам.
Второй вариант решения это использование плотномера газа установленного теплоизолирующий шкаф, где давление измеряемого газа в зоне сенсора механически регулируется давлением газа в некой референсной емкости с газом (камере сравнения), заполняемой измеряемым газом на этапе первоначальной калибровки плотномера (под давление порядка 1.5…10 бар-абс.). Сам газ, при этом, подается в шкаф с прибором по тонкой трубке от входного трубопровода и сбрасывается после выхода из шкафа с прибором на свечу/факел (либо закачивается обратно в трубопровод микронасосом). Медленные сезонные изменения температуры внутри шкафа с плотномером (и в камере сравнения, соответственно) приводят к пропорциональному изменению давлению в этой камере (с учетом небольшой поправки на коэффициент сжимаемости). А так как и давление и температура газа в камере сравнения и в зоне сенсора (измерительного цилиндра) будут равны, то отношение плотности любого конкретного газа измеренного сенсором плотномера к плотности газа в камере сравнения будет постоянно в любой момент времени при любой стабильной температуре внутри шкафа (с учетом небольших поправок на разные коэффициенты сжимаемости газа в камере и в зоне сенсора). Это позволяет откалибровать прибор по 2 м эталонным газам (например, метан и азот, для природного газа), подавая последовательно эти 2 эталонных газа на вход прибора и измеряя частоту колебаний сенсора на этих газах. После чего, интерполируя измеренную частоту сенсора на данные калибровки (на стандартные плотности и частоты для 2х эталонных газов), прибор рассчитывает стандартную плотность газа находящегося в плотномере. Основная относительная погрешность известного прибора такого типа равна ±0.1 %. Эти приборы обычно используются в коммерческом учете для приведения расхода газа к нормальным условиям, для расчета числа Воббе при оптимизации процессов горения, для анализа чистоты продукта (например, водорода) и для анализа компонентного состава продуктов. Часто меняя или дополняя более дорогие, медленные и сложные в эксплуатации хроматографы.
Преимущества вибрационных плотномеров: отсутствие движущихся частей, нейтральность к электрическим свойствам среды, высокая точность и стабильность измерений (±0,1…1,0 кг/м3 для жидкостных), работоспособность при высоких и низких температурах (от минус 70 до 200 °C), больших статических давлениях (до 20 МПа), малые масса и габариты, компактность (диаметр 25 мм), низкое энергопотребление (0,5-2,5 Вт).